# Hendrik Bron

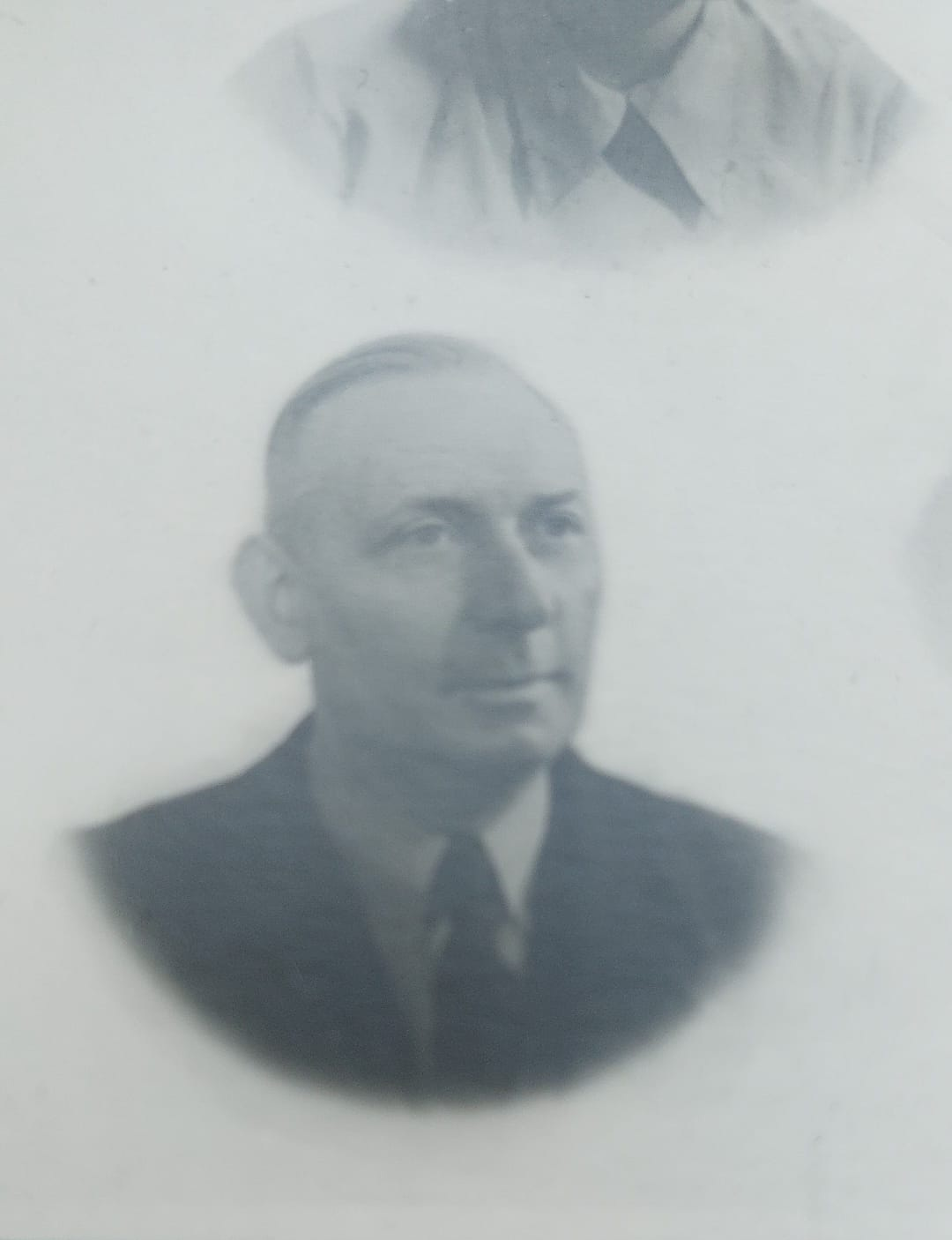

Hendrik Johannes Antonius Bron (Den Haag, 20 april 1904 - Hengelo, 14 mei 1979) was een Nederlandse verzetsstrijder tijdens de Tweede Wereldoorlog.
Bron was de jongste zoon van de Bevelhebber der Zeestrijdkrachten in Nederlands-Indië, de viceadmiraal J.A.M. Bron. In navolging van zijn vader nam hij dienst bij de marine. Na enkele jaren moest hij om gezondheidsredenen uit dienst treden. Hij studeerde vervolgens werktuigbouwkunde en werkte - voor de oorlog - bij Werkspoor in Amsterdam. Tijdens de oorlog woonde hij in Dordrecht, waar hij actief was in het verzet. Hij was een vaardig tekenaar en hield zich onder meer bezig met het vervalsen van distributiebonnen en persoonsbewijzen. Ook was hij betrokken bij illegale wapenhandel en bij de organisatie van illegale transporten. Hij werd tweemaal gevangengezet. Eenmaal in de gevangenis in Haagseveer in Rotterdam, waar hij de cel deelde met Heinz Polzer (later bekend als Drs. P), en eenmaal in Kamp Amersfoort. Uit dat laatste kamp werd hij - door een misverstand - ontslagen. Hij maakte in het kamp een aantal tekeningen van het dagelijks leven, die zijn afgebeeld in J. de Vries, Van Amersfoorter tot IJsselliniegraver. 
Bron overleefde, anders dan zijn broer Karel, de oorlog. Na de oorlog werkte hij als directeur van de scheepsmotorenfabriek bij scheepsbouwer J. & K. Smit in Kinderdijk.
Hij was de vader van informaticus Coenraad Bron.